# Cerkiew Soboru Najświętszej Maryi Panny w Olchowej
Cerkiew Soboru Najświętszej Maryi Panny – murowana, kamienna filialna greckokatolicka cerkiew, znajdująca się w Olchowej w powiecie sanockim.
Została zbudowana w 1865 lub 1887 w miejscu starszej, drewnianej cerkwi z 1865. Należała do parafii greckokatolickiej w Tarnawie Górnej, dekanatu olchowieckiego, po I wojnie światowej - leskiego.
Po 1947 opuszczona i zdewastowana, pozbawiona wyposażenia i podłogi.
Budowla murowana z kamienia. Dwudzielna z prostokątnym prezbiterium zamkniętym półkoliście. Dach dwuspadowy z ośmioboczną wieżyczką na sygnaturkę na kalenicy.

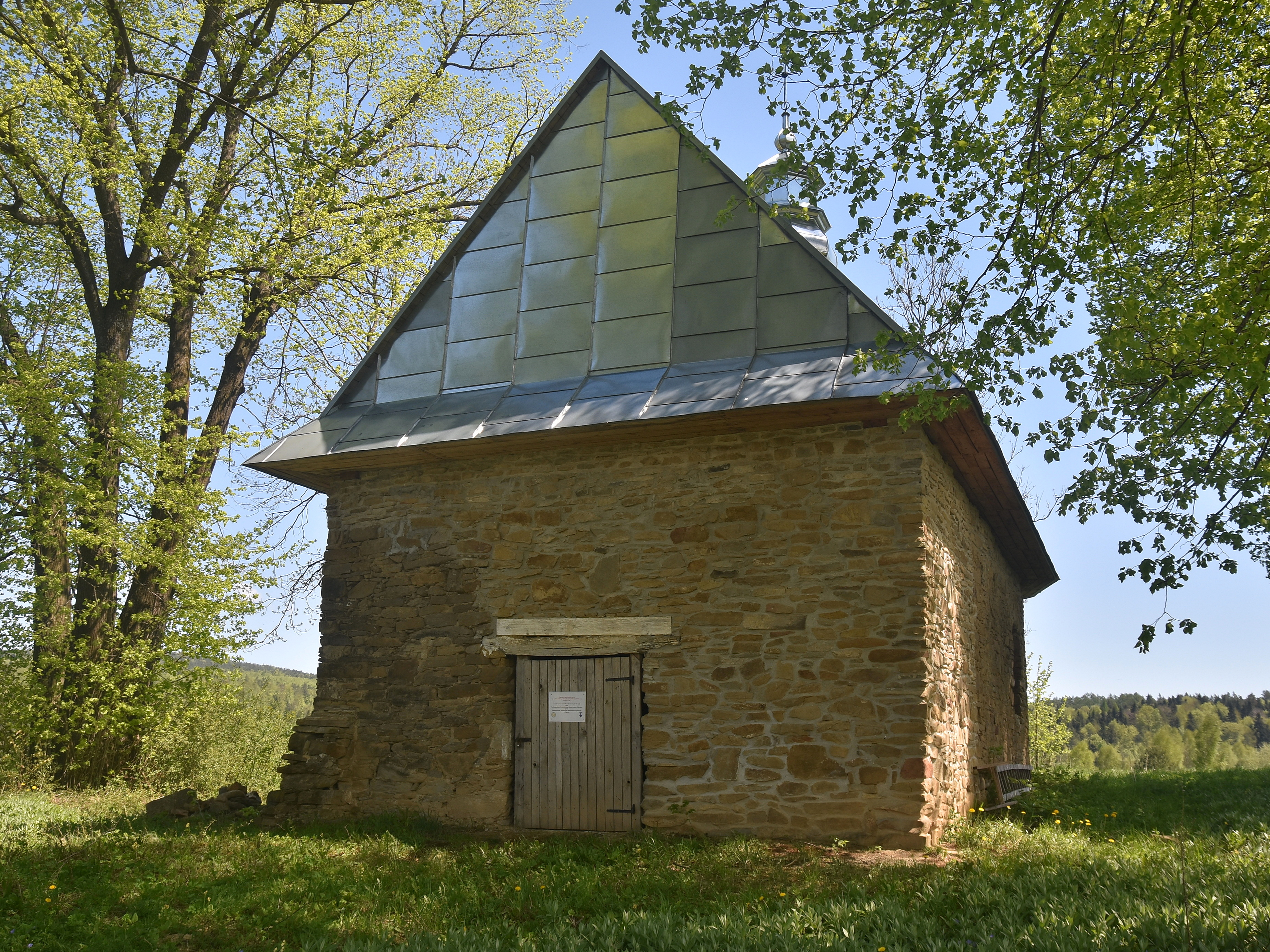
Elewacja frontowa
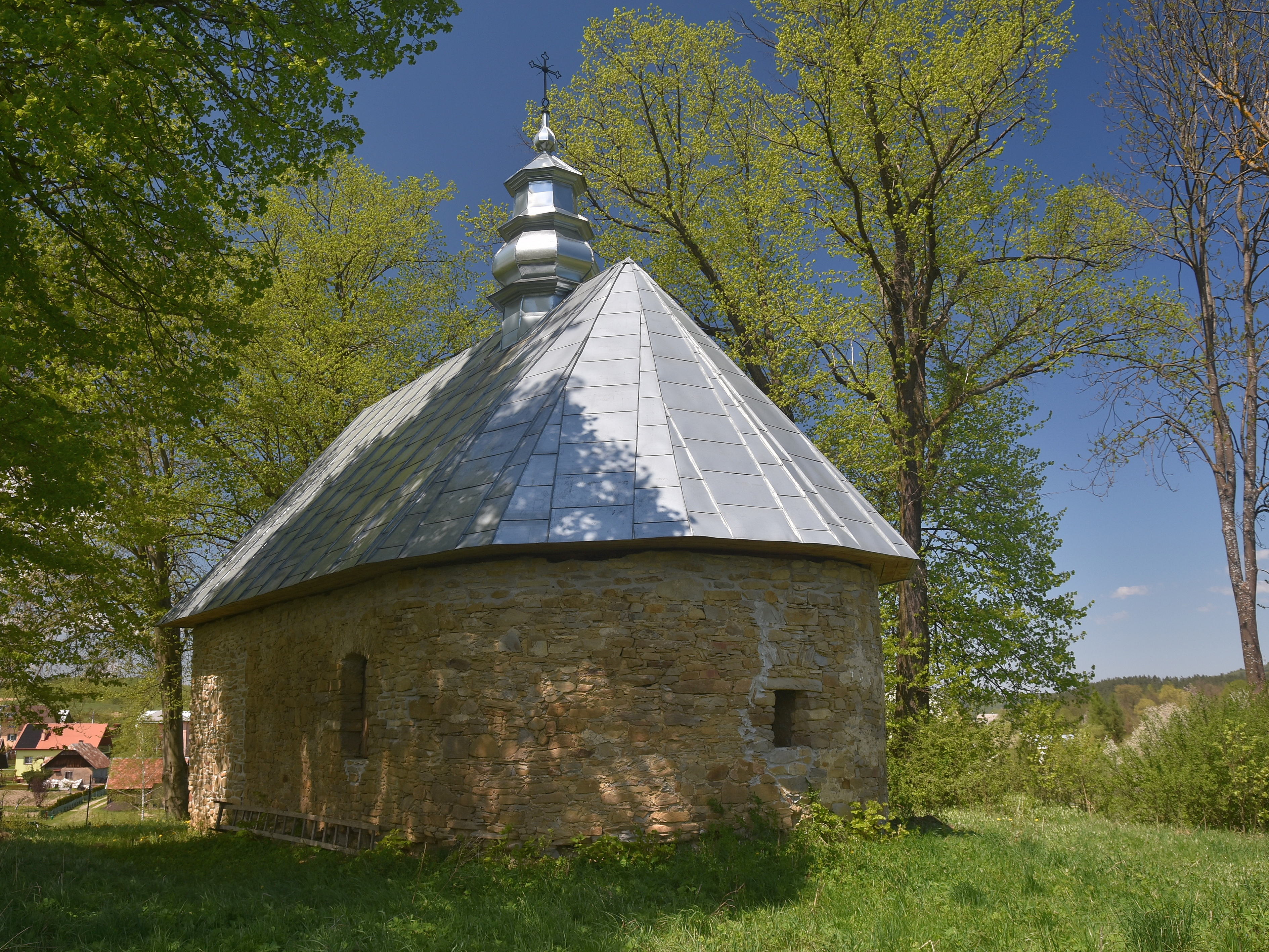
Widok od strony prezbiterium
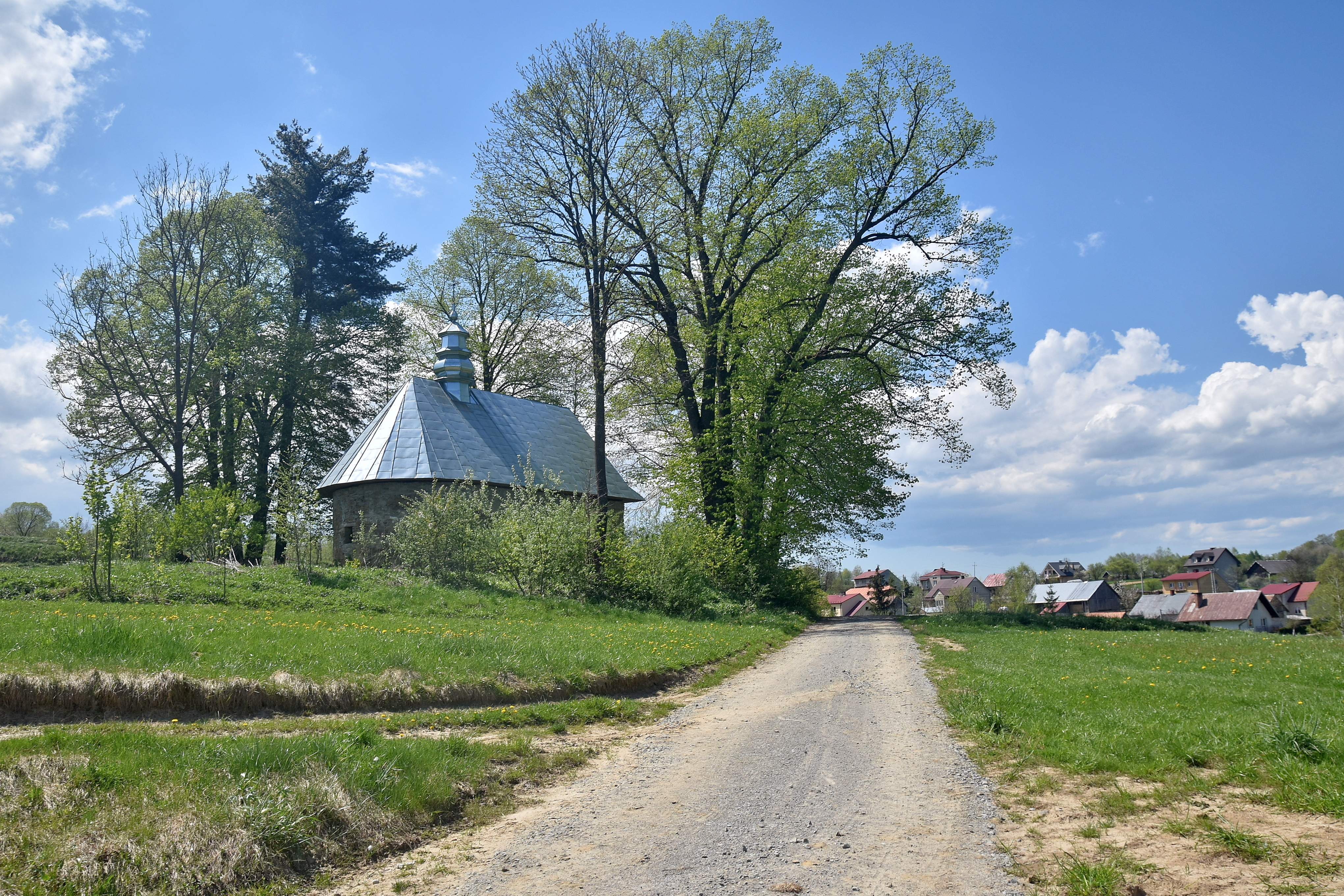
Widok ogólny